# Pleujouse
Pleujouse es una antigua comuna suiza del cantón del Jura, situada en el distrito de Porrentruy. El 1 de enero de 2009 se fusionó con los municipios de Asuel, Charmoille, Fregiécourt y Miécourt para formar la comuna de La Baroche.
El municipio limitaba con las comunas de Charmoille, Fregiécourt, Asuel, Bourrignon y Pleigne.

## Enlaces externos

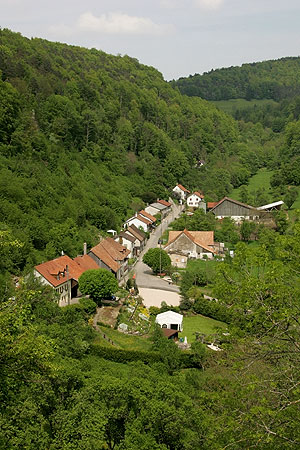
Vista de Pleujouse.